# Rusinga
Rusinga è un'isola keniota lunga circa 16 chilometri e larga 5 nel suo punto massimo. Situata nella contea di Homa Bay, si colloca nella porzione nord-orientale del Lago Vittoria; l'isola è collegata alla terraferma grazie ad un terrapieno, che la unisce alla città di Mbita Point.
L'isola è abitata principalmente da Suba del Kenya, che tuttavia parlano la lingua Luo: i Suba arrivarono dall'Uganda tramite barconi, per cercare scampo da una guerra dinastica che infuriava nel paese centinaia di anni fa. La parola "Suba" si trova ancora oggi in numerosi nomi dati a posti dell'isola, inoltre pare che in Uganda vi fosse una lingua, attualmente estinta, chiamata Singa, Lusinga o Lisinga, probabilmente legata al gruppo linguistico Niger-Congo ed attualmente parlata solo su Rusinga. La popolazione fissa residente sull'isola, secondo stime del 2006, ammonta a 25.000 persone circa, in massima parte dedite all'agricoltura di sussistenza (soprattutto mais e miglio) ed alla pesca.
L'isola è costantemente spazzata da venti provenienti da ovest, che mantengono così pulite le suggestive spiagge nere, costituite da magnetite ed orneblenda di origine vulcanica, e ne fanno un ottimo attracco: tuttavia il turismo ed il commercio sono fortemente frenati dalla scarsa agibilità a causa della mancanza di collegamenti adeguati col più vicino centro abitato, ossia Homa Bay.
Sull'isola nacque Tom Mboya, politico keniota designato come successore di Jomo Kenyatta ed assassinato nel 1969: Mboya e la sua famiglia sono sepolti sull'isola.
Rusinga si formò durante una serie di eruzioni vulcaniche di tipo esplosivo che interessarono l'area durante il Miocene: il vulcano che produsse l'isola oramai è spento, ma i suoi contorni sono ancora visibili in quanto il suo cono è attualmente formato dalle colline di Kisingiri, le montagne Rangwa, l'isola di Mfangano e la stessa Rusinga.

Questo vulcano pescava la propria lava assai in profondità nel mantello, il che ha determinato una maggiore alcalinità dei suoi depositi: in seguito alle sue eruzioni, la foresta pluviale presente sull'isola si trasformò in un deserto, situazione questa analoga ad altri vulcani spenti africani, come il Menengai ed il Monte Homa sempre in Kenya, il Napak ed il Monte Elgon in Uganda, e l'Ol Doinyo Lengai in Tanzania.
L'isola è assai nota in paleontologia per la sua ricchezza di fossili, la maggior parte dei quali risale al Miocene: la spedizione di Louis Leakey del 1947 diede il via ad una serie di ricerche e di scavi sul posto, che sono proseguiti fino ai giorni nostri. Nel solo 1948, furono trovati sull'isola oltre 15.000 reperti fossili, fra cui quelli di 64 primati.

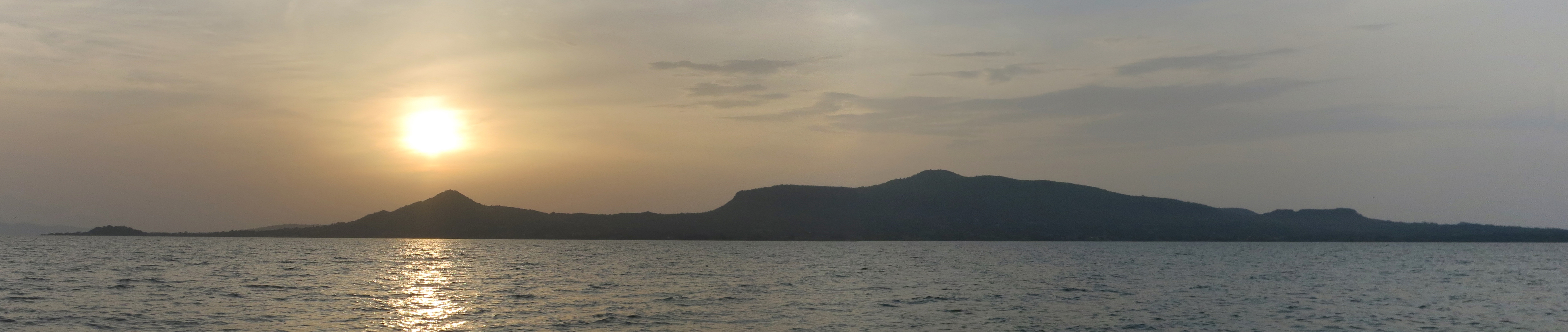
Panorama di Rusinga